# Resolució 927 del Consell de Seguretat de les Nacions Unides
La Resolució 927 del Consell de Seguretat de les Nacions Unides fou adoptada per unanimitat el 15 de juny de 1994. Després de recordar les resolucions 186 (1964), 831 (1993) i 889 (1993), el Consell va expressar la seva preocupació per la manca de progrés en el conflicte de Xipre i va ampliar el mandat de la Força de les Nacions Unides pel Manteniment de la Pau a Xipre (UNFICYP) fins al 31 de desembre de 1994.
En revisar un informe del Secretari General Boutros Boutros-Ghali, el Consell va expressar la seva preocupació per la reducció significativa del nombre de tropes estrangeres o de la despesa de defensa. Totes les autoritats militars de tots dos bàndols van ser convocades per assegurar que no hi hagués incidents a la zona de protecció de les Nacions Unides a Xipre i que cooperessin amb la UNFICYP, especialment pel que fa a l'ampliació de l'acord de retirada de 1989 per cobrir totes les àrees de la zona d'amortiment. Es va demanar al Secretari General que revisés l'estructura i la força de la força de manteniment de la pau amb vista a reestructurar-la calgués.
Es va instar a totes les parts interessades a comprometre's amb una reducció de les tropes estrangeres a Xipre i reduir la despesa de defensa, com a primer pas cap a la retirada de les forces no xipriotes com es va proposar en el conjunt d'idees. La resolució també va demanar que les parts, d'acord amb resolució 839 (1993), entressin en discussions amb la finalitat de prohibir municions i disparar armament dins del rang de la Zona Verda. Es va instar als líders de Xipre i de Xipre del Nord a promoure la tolerància i la reconciliació entre les dues comunitats.
Es va demanar al Secretari General que informés al Consell abans del 15 de desembre de 1994, mentre que el Consell va assenyalar que realitzaria una revisió comprensiva i exhaustiva de la situació, inclosa la funció de les Nacions Unides a Xipre.